# MGM Macau
MGM Macau (ранее назывался MGM Grand Macau) — 35-этажный небоскрёб высотой 154 метра, расположенный в Макао. Отель построен в 2007 году в стиле модернизма (очертания фасада, разделённого на три горизонтальных сегмента, напоминают волны прибоя), стоимость проекта составила 975 млн долларов (по другим данным — 1,25 млрд долларов). В комплексе имеются 2-этажное казино, 600 гостиничных номеров, ночной клуб, театр, центр конференций (включая большой танцевальный зал), спа-салон, девять ресторанов и несколько баров. Девелопером является американская компания MGM Resorts International (часть акций MGM Macau принадлежит Пенси Хо — дочери игорного магната из Макао Стэнли Хо).
|  |  |  |
|  |  |  |

В 2011 году оператор MGM Macau, компания MGM China, вышла на Гонконгскую фондовую биржу (последней из шести операторов казино, работающих в Макао) и заработала в ходе IPO 1,5 млрд долларов.